# Дроздецкий, Николай Владимирович

Могила Н. Дроздецкого на Колпинском кладбище

Николай Владимирович Дроздецкий (14 июня 1957, Колпино, Ленинград — 25 ноября 1995, Санкт-Петербург) — советский хоккеист, нападающий, заслуженный мастер спорта СССР (1981).

## Биография
Игрок СКА (Ленинград; 1975—1979, 1987—1989), ЦСКА (Москва; 1979—1987), «Бурос» (Швеция) (1989—1995).
Первую игру за основной состав ленинградского СКА в чемпионате СССР провёл 29 апреля 1975 года. Его партнёрами по тройке нападения были Вячеслав Солодухин и Михаил Кропотов.
Летом 1979 года, по приглашению Виктора Тихонова, перешёл в сильнейшую команду СССР ЦСКА. С ЦСКА семь раз подряд (1980-1986) стал чемпионом страны.
По ходу сезона 1986/1987 годов вернулся в ленинградский СКА. Забросив в этом сезоне за СКА 13 шайб в 14 играх помог ленинградцам завоевать бронзовые медали чемпионата страны. 
В 1989 году уехал играть в Швецию за команду "Бурос". В этой команде играл до своей внезапной смерти в 1995 году.
Лучший хоккеист СССР 1984 года по результатам референдума еженедельника «Футбол-Хоккей».
В чемпионатах СССР Дроздецкий провёл 503 матча и забросил 253 шайбы. Всего за сборную СССР провел 109 матчей, забросил в них 64 шайбы, из них на чемпионатах мира, Европы и Олимпийских играх — 32 матча и 21 гол.
Свой последний матч в национальной сборной провел на чемпионате мира в Праге в мае 1985 года.
Скончался от осложнений сахарного диабета. Похоронен на кладбище в Колпино.

## Достижения
- Олимпийский чемпион — 1984
- Чемпион мира (2) — 1981, 1982
- Бронзовый призёр чемпионата мира — 1985
- Чемпион Европы (3) — 1981, 1982, 1985
- Обладатель Кубка Канады 1981
- Обладатель Кубка Европы (8): 1978—1985
- Чемпион СССР (7): 1980—1986
- Бронзовый призёр чемпионата СССР — 1987
- Чемпион мира среди молодёжи — 1976
- Чемпион Европы среди юниоров — 1975
- Победитель Спартакиады дружественных армий (Румыния) (в составе сборной Вооруженных сил СССР) — 1987[3]
- Бронзовый призёр чемпионата СССР среди молодёжи — 1975[4]
  - Лучший нападающий чемпионата СССР среди молодёжи 1975

## Семья
Мать — Евгения Владимировна. Супруга — Любовь. Сын Александр, хоккеист. Дочь Ольга.

## Награды
- Орден Дружбы народов (1984)
- Медаль «За трудовую доблесть» (1981)

## Память
- По адресу г. Колпино, пр. Ленина, дом 24, где родился и жил Николай Дроздецкий, установлена мемориальная табличка.
- Колпинская спортшкола носит имя «Хоккейная школа Николая Дроздецкого».
- В память о замечательном спортсмене и прекрасном человеке в Колпино проводится юношеский хоккейный турнир на приз «Олимпийского чемпиона Николая Дроздецкого».
- Баннеры в честь Николая Дроздецкого подняты под своды арен СКА, ЦСКА и «Бурос» (Швеция), где его 13-й номер выведен из обращения.